# Hideki Matsuyama
Hideki Matsuyama (松山 英樹, Matsuyama Hideki, Matsuyama, 25 de fevereiro de 1992) é um golfista japonês.

## Carreira
Matsuyama nasceu em 25 de fevereiro de 1992 em Matsuyama, Ehime, Japão. Ele foi apresentado ao golfe aos quatro anos de idade, por seu pai. Durante a oitava série, ele foi transferido para a Meitoku Gijuku Junior & Senior High School na Prefeitura de Kochi, em busca de um melhor ambiente de golfe. Matsuyama estudou na Universidade Tohoku Fukushi em Sendai. Ele venceu o Campeonato Asiático Amador de 2010 com uma pontuação de 68-69-65-67=269. Isso lhe deu a chance de competir como amador no Torneio Masters de 2011, tornando-se o primeiro amador japonês a fazê-lo. No Masters, Matsuyama foi o amador líder e ganhou a Taça de Prata, que é apresentada ao amador com menor pontuação. Ele foi o único amador a passar o corte. Uma semana após sua vitória, ele terminou empatado em terceiro no Campeonato Aberto de Golfe do Japão, que é um evento do Japan Golf Tour.
Matsuyama se tornou profissional em abril de 2013 e venceu seu segundo torneio profissional, o Tsuruya Open de 2013 no Japan Golf Tour. Cinco semanas depois, Matsuyama venceu seu terceiro título no Japan Golf Tour no torneio Diamond Cup Golf. Após terminar entre os 10 primeiros no US Open de 2013, Matsuyama entrou no top 50 do Official World Golf Ranking. Ele venceu seu quarto evento do Japan Golf Tour em setembro no Fujisankei Classic. Matsuyama venceria seu quinto evento do Japan Golf Tour em dezembro no Casio World Open. A vitória também fez de Matsuyama o primeiro novato a liderar a lista de prêmios do Japan Tour.
Em 11 de abril de 2021, Matsuyama venceu o Masters Tournament, tornando-se o primeiro jogador japonês e o primeiro jogador nascido na Ásia a vencer o torneio. Ele terminou com uma pontuação geral de 278 (-10), uma tacada à frente do segundo colocado Will Zalatoris. Na conclusão do torneio, o caddie de Matsuyama, Shota Hayafuji, curvou-se para o 18º fairway do campo Augusta como um gesto de respeito japonês.
Nos Jogos Olímpicos de Verão de 2024, em Paris, conquistou a medalha de bronze na disputa individual masculina.